# 拉维尼娅·维翁戈
拉维尼娅·维翁戈 （Lavinia Veiongo Fotu，1879年2月9日—1902年4月24日）是1899年至1902年期間的汤加王后，她是乔治·图普二世的第一任妻子。拉维尼娅·维翁戈因肺結核于1902年4月24日在皇宫去世。 